# Pfäfflingen
Pfäfflingen (Rieser Schwäbisch Pfäffle) ist ein Gemeindeteil der Großen Kreisstadt Nördlingen im schwäbischen Landkreis Donau-Ries in Bayern. Das Pfarrdorf hat 532 Einwohner (Stand: 3. Januar 2022) und liegt auf einer Höhe von 418 m ü. NHN im Zentrum des Nördlinger Rieses.

## Geschichte
Zahlreiche Funde aus der Gemarkung belegen eine Besiedlung der Ortsfluren am Mauchufer seit der Linearbandkeramik. Erstmals ins Licht der Geschichte tritt der Ort im 13. Jahrhundert. In den Jahren 1278 und 1279 verkauften die Grafen von Truhendingen schrittweise ihren Besitz. In der Folgezeit war etwa die Hälfte des Dorfes zum Deutschen Orden, Ballei Franken, gehörig, während die andere Hälfte mit der Dorfherrschaft zum Kloster Zimmern gekommen war. Lediglich ein Anwesen gehörte zum oettingischen Amt Sammenheim. Durch den Übergang von Klosterzimmern an die Grafen von Oettingen wurde der Grundstein für die Einführung der Reformation im Ort gelegt, dem sich auch die deutschordischen Untertanen anschließen mussten. In der Folge des Schmalkaldischen Krieges und durch das sog. Restitutionsedikt 1629 wurde das Dorf jeweils kurzfristig wieder katholisch. Im Jahr 1717 verkaufte Fürst Albrecht Ernst II. seine Hälfte des Ortes um 40.000 Gulden an den Deutschen Orden, der damit zum fast alleinigen Grund- und Landesherrn geworden war und dies bis zur Eingliederung in das Königreich Bayern 1806 blieb.
Am 1. Januar 1976 wurde die bis dahin selbständige Gemeinde in die Stadt Nördlingen eingegliedert.

## Kirche

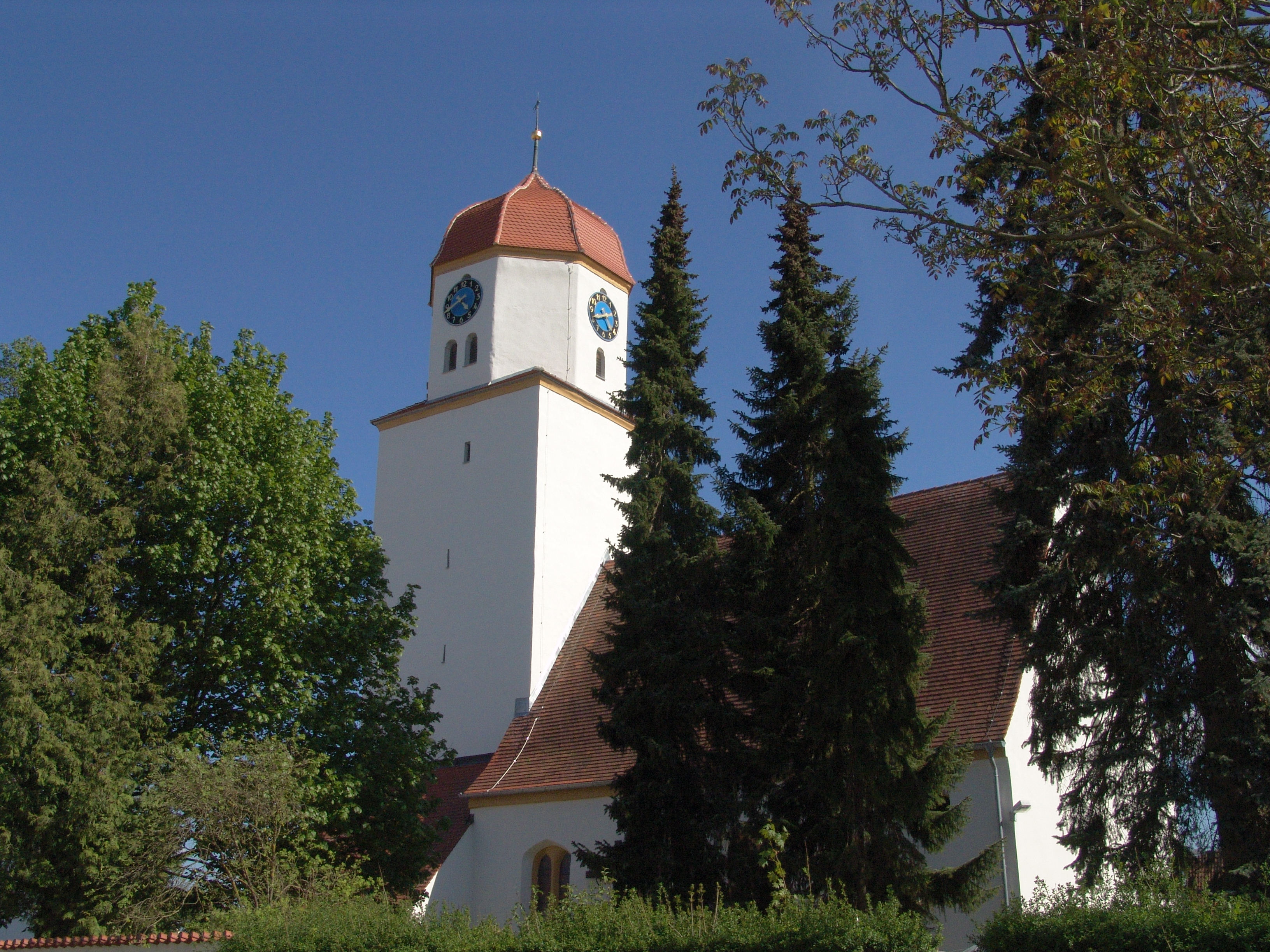
Kirche St. Georg

Pfäfflingen bildete eine alte Urpfarrei mit den Filialen Dürrenzimmern und (Unter-)Wechingen. Möglicherweise gehörte auch das benachbarte Klosterzimmern in vorklösterlicher Zeit zur Altpfarrei Pfäfflingen. Die Pfarrkirche ist dem Heiligen Georg geweiht; sie ist im Kern eine mittelalterliche Chorturmanlage (Turm Anfang 14. Jahrhundert), der Langhausneubau und die Turmerhöhung erfolgten 1670. Im heutigen Friedhofsbereich befand sich daneben eine Wendelin-Kapelle, die später verfiel und im 19. Jahrhundert abgetragen wurde. Die ehemaligen Filialkirchen Unterwechingen und Dürrenzimmern wurden 1561 und 1571 zu eigenen evangelischen Pfarreien. Pfäfflingen gehört heute zur Pfarrei Löpsingen.

## Baudenkmäler
Neben der Pfarrkirche sind in die  Liste der Baudenkmäler in Pfäfflingen eingetragen:
- Ehemaliges Kleinbauernhaus, zweites Drittel 18. Jahrhundert, umfassend modernisiert.

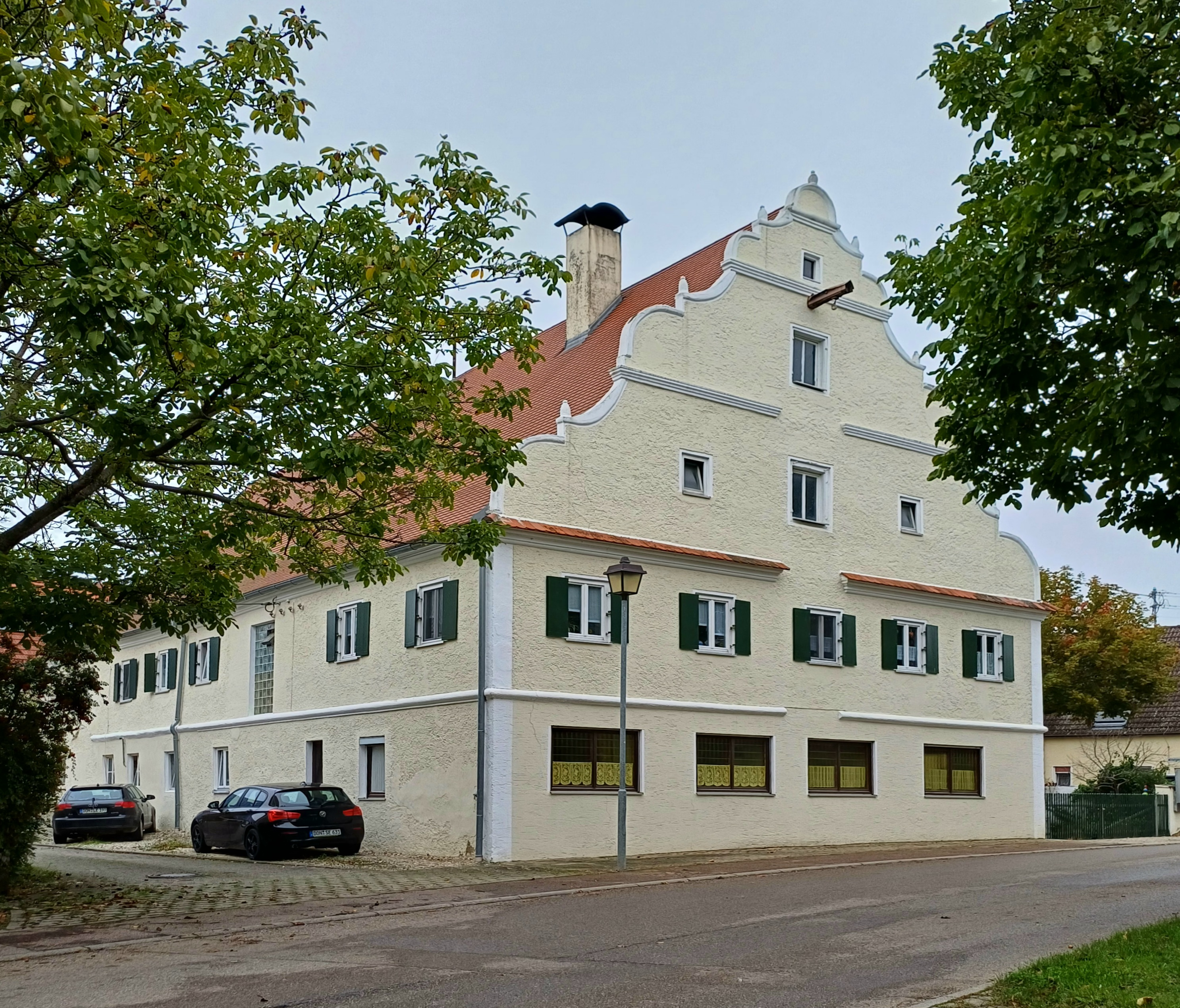
Ehemaliges Gasthaus

- Gasthaus, stattlicher zweigeschossiger Satteldachbau, bezeichnet „1737“
- Ehemaliger Zehentstadel, Satteldachbau mit Eckquaderung und Stichbogentor, um 1700
- Friedhof mit Ummauerung des 16./17. Jahrhunderts
- Ehemaliges Bauernhaus, repräsentativer erdgeschossiger Satteldachbau und Zwerchhaus, Mitte 18. Jahrhundert